# فيليكس رافايسون موليان
جان غاسبار فيليكس لاتشي رافايسون موليان (23 أكتوبر 1813 - 18 مايو 1900) كان فيلسوفًا فرنسيًا، و«ربما كان الفيلسوف الفرنسي الأكثر تأثيرًا في النصف الثاني من القرن التاسع عشر». ويُعرف باسم فيليكس رافايسون اختصارًا وما زال يعرف به.
كان عمله «المؤثر» «الرئيسي» هو مؤلف دو لابيتيود وتُرجم باللغة الإنجليزية تحت اسم أوف هابيت (بحكم العادة). وتندرج فلسفة رافايسون ضمن تقليد الروحانية الفرنسية التي بدأها بيار مان دي بيران (1766 - 1824) مع مقاله «تأثير العادة على ملكة التفكير» (1802). وقد طور رافايسون مذهبه ليصبح ما أسماه «الواقعية الروحية» و«الوضعية الروحية»، ويمكن اعتباره مؤسسًا للمدرسة الاحتمالية وفقًا للمفكر مارك سنكلير. وكان خليفته الأكثر شهرة وتأثيرًا هو هنري بيرجسون، الذي يمكن رؤية انتهاء هذا التقليد عنده خلال الثلاثينيات من القرن العشرين؛ على الرغم من أن «امتداد» «فلسفة الحياة» هذه يمكن رؤيته حتى أواخر القرن العشرين مع جيل دولوز. ولم يعمل رافايسون قط في نظام الجامعات الحكومية الفرنسية، وفي أواخر العشرينيات من عمره رفض منصبه في جامعة رين. وفي عام 1838 جرى تعيينه كأمين خاص رئيسي لوزير التعليم العام، واستمر بالحصول على مناصب رفيعة مثل المفتش العام للمكتبات، ثم أمين الآثار الكلاسيكية في متحف اللوفر. وفي وقت لاحق من حياته جرى تعيينه رئيسًا للجنة تحكيم مجمع الفلسفة في فرنسا «وهو منصب له تأثير كبير». لم يكن رافايسون فقط فيلسوفًا وكلاسيكيًا ومُؤرشفًا ومسؤولًا تعليميًا، بل كان أيضًا رسامًا وعرض لوحاته تحت اسم لاتشي.

## سيرته
ولد رافايسون في نامور. وبعد دراسته الناجحة في كلية رولان ذهب إلى ميونيخ في خريف العام 1839، حيث ارتاد محاضرات شيلن، وحصل على شهادته في الفلسفة في عام 1836. وفي العام التالي نشر المجلد الأول من عمله الشهير إيسيه سور لا ميتافيزيك داريستوت («مقال حول ميتافيزيقيا أرسطو»)، الذي أضاف إليه مجلدًا جديدًا عام 1846. وهذا العمل لم ينتقد فقط نظريات أرسطو والمدرسة المشائية ويعلق عليها، بل طور منها نظامًا فلسفيًا حديثًا أيضًا.
في عام 1838 حصل على الدكتوراه، وكانت أطروحته بعنوان «دو لابيتيود» («بحكم العادة»)، والتي كان من المفترض أن تصبح نصًا كلاسيكيًا («قصيدة» ميتافيزيقية عن الطبيعة بشكل عام يجري فهمها من خلال تحليل حدسي للعادة المكتسبة باعتبارها تجليًا خاصًا من كيانها الأساسي، وقد أعجب به برجسون وهايدغر كثيرًا). وأصبح أستاذًا للفلسفة في رين. ومنذ عام 1840 شغل منصب المفتش العام للمكتبات العامة، وفي عام 1860 أصبح المفتش العام في قسم التعليم العالي. وكان أيضًا عضوًا في أكاديمية العلوم الأخلاقية والسياسية، وأمينًا لقسم الآثار في متحف اللوفر (منذ عام 1870). وقد توفي في باريس عام 1900.

## عمله الفلسفي
في الفلسفة كان فيليكس ينتمي إلى مدرسة فكتور كوزان، والذي كان على خلاف معه في العديد من النقاط المهمة. إذ أن فعل الوعي بالنسبة له يعتبر أساس كل معرفة. وأفعال الوعي هي تجليات الإرادة، وهي القوة الدافعة والإبداعية للحياة الفكرية. وإن فكرة الإله هي حدس تراكمي تعطيه جميع ملكات العقل المختلفة في ملاحظتها للتناغم في الطبيعة وفي الإنسان. وكان لهذه النظرية تأثير كبير على الفلسفة التأملية في فرنسا خلال السنوات الأخيرة من القرن التاسع عشر.

## الفهرسة
أعمال رافايسون الفلسفية «الكاملة» الثلاثة الرئيسية هي: إيسيه سور لا ميتافيزيك داريستوت (المجلد 1، والمجلد 2) (1837 و1846)؛ ودو لابيتيود (بحكم العادة، 1838)؛ ورابور سور لا فيلوسوفي أون فرانس أو زيزليم سيكل (تقرير حول الفلسفة في فرنسا في القرن التاسع عشر) (1867). وأنتج رافايسون أيضًا عددًا من «المقالات البارزة» الأخرى مثل «لا فيلوسوفي كونتومبورين» (الفلسفة المعاصرة، 1840)؛ و«لا فيلوسوفي دو باسكال» (فلسفة باسكال، 1887)، و«ميتافيزيك إيت مورال» (الميتافيزيقيا والأخلاق، 1893). وعند وفاته «ترك أيضًا أجزاءً غير مكتملة من عمل رئيسي جرى نشره بعد وفاته» أولًا باسم «تيستمانت فيلوسوفيك» في روفو دي ميتافيزيك إيت مورال («العهد الفلسفي»، 1901)، ثم لاحقًا بشكل موسع بعنوان تيستمانت فيلوسوفيك (العهد الفلسفي، 1933).
| العام | العنوان | تفاصيل النشر الأصلية | العنوان الإنجليزي                                                                                 | تفاصيل النشر بالإنجليزية |
| 1834  | دي لا ميتافيزيك داريستوت | مخطوطة سابقة غير منشورة. مختارات في دو لا ناتيور أ ليسبير، 2001.                                                             |                                                                                                   | |
| 1837  | إيسيه سور لا ميتافيزيك داريستوت | باريس: أمبريمبري رويال، 1837.                                                                                                |                                                                                                   | |
| 1838  | دو لابيتيود | أطروحة دكتوراه في السوربون (أساسية). باريس: أش فورنيه، 1838.                                                                 | Of Habit (بحكم العادة)                                                                            | (1) ترجمة: سي. كارليسل وإم سنكلير. Of Habit، لندن ونيويورك: كونتينيوم، 2008. (2) تحديث للترجمة: إم سنكلير. فيليكس رافايسون: مقالات مختارة. 2016، الصفحات. 31-58 |
| 1838  | إسبوزيبوس دي بريميس ريروم برنشيبيز بلاتشيتا كواليا فويسيه فيدينتور إكس أريستوتليه (أطروحة إسبوزيبوس حول المبادئ الأولى للأشياء كما رأى أرسطو) | أطروحة دكتوراه في السوربون (ثانوية) (باللاتينية). تُرجمت إلى الفرنسية عام 2012.                                               |                                                                                                   | |
| 1840  | «لا فيلوسوفي كونتومبورين: فراغمانت دو فيلوسوفي بواسطة إم هاميلتون»                                                                            | في لا روفو دي دو موند، 1840، الصفحات. 397-427.                                                                               | Contemporary Philosophy «الفلسفة المعاصرة»                                                        | ترجمة: جيه. دونهام: فيليكس رافايسون: مقالات مختارة، 2016، الصفحات. 59-84.                                                                                       |
| 1845  | إيسيه سور لا ميتافيزيك داريستوت (المجلد. 2)                                                                                                   | باريس: جوبير، 1845. |                                                                                                   | |
| 1854  | دو لونسينيمون دو ديسان دون ليه ليسيه | باريس: دوبون، 1854. | The Art of Drawing According to Leonardo da Vinci (فن الرسم وفقًا لليوناردو دافنشي) (ترجمة جزئية). | ترجمة: إم سنكلير: فيليكس رافايسون: مقالات مختارة، 2016، الصفحات. 145-58.                                                                                        |
| 1856  | ميموار سور لو ستويسيسم | في ميموار دو لإنستيتيوت أمبريال دو فرانس، أكاديمي ديس أنسكريبسيون إيت بيل ليتر، المجلد الحادي والعشرون، 1857، الصفحات. 1-94. | Essay on Stoicism «مقال حول الرواقية»                                                             | ترجمة: أ. إيفال وإم. سنكلير. فيليكس رافايسون: مقالات مختارة، 2016، الصفحات. 85-144.                                                                             |
| 1867  | لا فيلوسوفي أون فرانس أو زيزليم سيكل | باريس: هاشيت، 1867. |                                                                                                   | |
| 1871  | فينو دو ميلو (النسخة 1) | باريس: هاشيت، 1871. |                                                                                                   | |
| 1875  | ليه كلاسيك دو لار: موديل بور لونسينيمون دو ديسان                                                                                              | باريس: رابيلي، 1875. |                                                                                                   | |